# سو فیرهرست
سو فیرهرست (انگلیسی: Sue Fairhurst؛ زادهٔ ۹ ژوئیهٔ ۱۹۷۴) بازیکن سافت‌بال، و گلف‌باز اهل استرالیا است که در بازی های المپیک تابستانی 1996 و المپیک تابستانی 2000 مدال برنز کسب کرد.
فیرهرست یک گلف باز حرفه‌ای است و توسط باشگاه هارت حمایت می‌شود.